# علي الجرباوي
علي الجرباوي (30 يناير 1954 في جنين - ) محاضر ووزير فلسطيني سابق. صدرله كاب بعنوان "من الطرد إلى الحكم الذاتي/المسعى الصهيوني لوأد فلسطين"،عن المؤسسة العربية للدراسات والنشر.

## التحصيل العلمي
في 30 يناير 1954، وُلد علي الجرباوي في جنين شمال الضفة الغربية. يحمل علي الجرباوي درجة البكالوريوس في علم الاجتماع، ودرجتي الماجستير في الإدارة العامة والعلوم السياسية، وأيضًا يحمل درجة الدكتوراه في العلوم السياسية من جامعة سينسيناتي.

## الحياة العملية
انضم الدكتور الجرباوي إلى كلية العلوم السياسية في جامعة بيرزيت عام 1981.
عمل مستشارًا خاصًا لرئيس الوزراء سلام فياض وأشرف على إعداد خطة الإصلاح والتنمية الفلسطينية 2008-10. شغل منصب المدير العام للمركز الفلسطيني المستقل لحقوق المواطن من عام 1997 إلى عام 2000، وعمل أمينًا عامًا ومديرًا تنفيذيًا للجنة الانتخابات المركزية من 2002 إلى 2004.
شغل منصب وزير التخطيط والتنمية الإدارية في الحكومة الفلسطينية الثالثة عشرة، ووزير التعليم العالي في الحكومة الفلسطينية الرابعة عشرة.